# Самый жаркий месяц
«Самый жаркий месяц» — советский двухсерийный художественный фильм 1974 года, снятый режиссёром Юлием Карасиком. Премьера фильма состоялась 21 октября 1974 года.

## Сюжет
Молодой рабочий Виктор Лагутин приходит на крупный металлургический завод. На производстве он сталкивается в бригаде Сартакова с порядками, которые он считает недопустимыми, и начинает борьбу с ними.
Фильм снят на основе пьесы «Сталевары», написанной в 1972 году Геннадией Бокаревым.

## В ролях
- Игорь Владимиров — Ратомский, директор металлургического завода
- Леонид Дьячков — Виктор Лагутин, сталевар
- Мария Коренева — Елена, врач
- Иван Лапиков — Сартаков, опытный сталевар
- Игорь Охлупин — Петр Хромов
- Валерий Афанасьев — Гумаченко
- Евгений Буренков — сталевар
- Эммануил Виторган — Алексей
- Наталья Гундарева — Галина
- Елена Драпеко — Зоя
- Владимир Козелков — Николай
- Юрий Крюков — Станислав
- Борис Кудрявцев — Кузьмин
- Леонид Кулагин — Лукьянов
- Борис Юрченко — Федор
- Георгий Бурков — сталевар
- Владимир Удалов — председатель цехкома
- Валентина Березуцкая — Клавдия
- Фёдор Одиноков — сталевар
- Михаил Калинкин — сталевар
- Михаил Чигарёв — Николай, диспетчер
- Борис Руднев — рабочий
- Василий Цыганков — начальник цеха
- Анатолий Егоров — эпизод
- Вячеслав Бутенко — эпизод

## Съёмочная группа
- Авторы сценария: Геннадий Бокарев, Юлий Карасик
- Режиссёр-постановщик: Юлий Карасик
- Оператор-постановщик: Аркадий Кольцатый, Илья Миньковецкий, Валерий Шувалов
- Художник-постановщик: Борис Бланк
- Композитор: Эдуард Хагагортян

## Технические данные
- Производство: Мосфильм
- Художественный фильм, цветной
- Оригинальный язык: русской
- Продолжительность: 142 мин.